# Бомбардировка Каны (1996)
Бомбардировка Каны (1996) — обстрел израильской артиллерией поста миротворческих сил ООН в Ливане, в результате которого погибло около 100 беженцев (из них 52 детей) и ранено более 116 беженцев, находившихся под защитой ООН.

## Обстрел
Обстрел произошёл 18 апреля 1996 года в период проведения Армией обороны Израиля военной операции «Гроздья гнева». К этому моменту на посту миротворцев ООН из фиджийского контингента возле деревни Кана (Южный Ливан) скопилось около 800 ливанских беженцев, покинувших свои дома из-за бомбардировок. 
Согласно отчёту ООН, непосредственно перед обстрелом боевики «Хезболлы» выпустили 
- от 2 до 3 ракет — между 12:00 и 14:00 с позиций, расположенных в 350 метрах от поста;
- от 4 до 5 ракет — между 12:30 и 13:00 с позиций, расположенных в 600 метрах от поста;
- от 5 до 8 миномётных снарядов (120 мм) — за 15 минут до израильского обстрела с позиций, расположенных в 220 метрах от центра поста. Согласно показаниям свидетелей данные позиции Хезбаллы были развёрнуты в этот же день между 11:00 и 12:00 в отсутствие какого либо противодействия со стороны персонала ООН (в отчёте отмечено, что 15 апреля один из миротворцев ООН был ранен боевиками в грудь при попытке противодействия обстрелам Хизбаллы).

В отчёте также отмечено, что несколько боевиков («неизвестно, до или после совершения (ими) обстрелов») перешли под укрытие поста, туда, где находились их семьи.
Непосредственно после 14:00 последовал израильский обстрел, который вёлся самоходными артиллерийскими установками M109, причём часть снарядов разорвалась непосредственно на территории поста, что привело к гибели 102 (по другим данным, 106) беженцев.

## Последствия
Израиль немедленно выразил сожаление в связи с гибелью большого числа мирных жителей. Израильские и американские представители обвинили «Хезболлу» в использовании мирных жителей в качестве «живых щитов».
Согласно заключению официального расследования ООН, 

Хотя возможность этого не может быть полностью отвергнута, маловероятно, что обстрел поста Объединённых Наций стал результатом грубых технических и/или процедурных ошибок.— 
 Согласно данным ООН, в момент бомбардировки над постом находились два израильских беспилотных летающих аппарата. Израиль отрицает, что они находились там до начала обстрела.
Израиль категорически отверг результаты этого расследования, назвав его неточным и односторонним, заявив, что целью обстрела не был пост ООН в Кане, а позиции Хезболлы, с которых были выпущены ракеты и миномётные снаряды. МИД Израиля также выразил недоумение, почему в отчёте не осуждено «циничное использование» Хезболлой мирных жителей в качестве «живых щитов», и расположение её боевых позиций в непосредственной близости к посту ООН.
Международная правозащитная организация Amnesty International провела своё расследование и пришла к выводу что: "израильская армия намеренно подвергла обстрелу пост ООН, хотя мотивы этих действий остаются невыясненными.
На месте трагедии установлен мемориал с именами всех погибших.